# Maria Blower
Maria Blower (Leicester, 21 de agosto de 1964) é um ex-ciclista britânico que competiu nos Jogos Olímpicos de 1984 e Jogos Olímpicos de 1988.